# Karl Friedrich Bonhoeffer
Pour les articles homonymes, voir Bonhoeffer (homonymie).
Karl Friedrich Bonhoeffer (né le 13 janvier 1899 à Breslau, mort le 15 mai 1957 à Göttingen) est un chimiste allemand.

## Biographie
Il est le fils de Karl Bonhoeffer (de) et de Paula von Hase (la petite-fille de Karl von Hase (de)). Il grandit avec ses sept frères et sœurs, dont Klaus et Dietrich, pasteur Luthérien impliqué dans la résistance au Nazisme et qui sera exécuté en 1945. Avec son épouse Grete, la sœur de Hans von Dohnányi, il aura quatre enfants. Un de ses beaux-frères est Max Delbrück.
Bonhoeffer étudie en 1918 à Tübingen et à Berlin. En 1922, il est diplômé sous la direction de Walther Nernst. De 1923 à 1930, il est assistant de Fritz Haber à la Société Kaiser-Wilhelm de chimie physique et d'électrochimie. Après son habilitation en 1927, il est professeur adjoint à l'université de Berlin.
En 1929, Bonhoeffer découvre avec Paul Harteck les modifications de l'hydrogène en orthohydrogène et en parahydrogène. Ceci fait l'objet d'une publication avec Arnold Eucken.
Il devient professeur titulaire de chimie physique à l'université de Francfort en 1930 puis de Leipzig en 1934. En 1938, il est élu à l'académie allemande des sciences Leopoldina.
L'historien des sciences Ute Deichmann (de) affirme que, durant le Troisième Reich, Bonhoeffer n'a jamais été membre du NSDAP et a donné du travail à des scientifiques ayant des origines juives, sans montrer une résistance effective comme ses frères.
En 1947, il est nommé professeur de chimie physique à l'université Humboldt de Berlin puis directeur de l'institut de chimie physique et d'électrochimie de la Société Kaiser-Wilhelm (aujourd'hui Institut Fritz-Haber de la Société Max-Planck). En 1949, il prend la tête de l'institut de la même discipline de la Société Max-Planck à Göttingen.
L'Institut Max-Planck de chimie biophysique à Göttingen prend le nom à sa création en 1971 d'Institut Karl Friedrich Bonhoeffer.

## Source de la traduction
- (de) Cet article est partiellement ou en totalité issu de l’article de Wikipédia en allemand intitulé « Karl Friedrich Bonhoeffer » (voir la liste des auteurs).